# Lázaro Cárdenas 2
Lázaro Cárdenas 2 är en ort i Mexiko.   Den ligger i kommunen Tecpatán och delstaten Chiapas, i den sydöstra delen av landet, 600 km öster om huvudstaden Mexico City. Lázaro Cárdenas 2 ligger 360 meter över havet och antalet invånare är 103.
Terrängen runt Lázaro Cárdenas 2 är huvudsakligen kuperad, men åt sydväst är den platt. Runt Lázaro Cárdenas 2 är det ganska glesbefolkat, med 42 invånare per kvadratkilometer. Närmaste större samhälle är Raudales Malpaso, 14,6 km sydväst om Lázaro Cárdenas 2. I omgivningarna runt Lázaro Cárdenas 2 växer huvudsakligen savannskog.